# Záhorkovice
Záhorkovice je malá vesnice, část obce Mojné v okrese Český Krumlov. Nachází se asi 0,5 km na jihovýchod od Mojného. Je zde evidováno 8 adres.
Záhorkovice je také název katastrálního území o rozloze 1,29 km².

## Historie
První písemná zmínka o vesnici pochází z roku 1339.

## Pamětihodnosti
- Usedlost čp. 3